# Підствольний дробовик

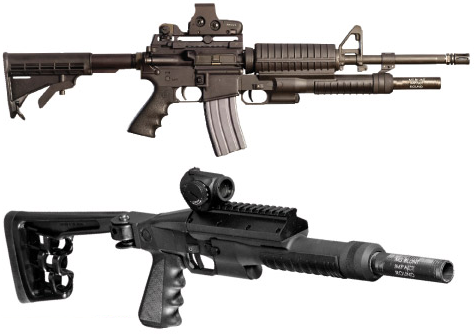
Підствольний дробовик MAUL, встановлений на гвинтівку М4 вгорі та забезпечений прикладом та пістолетною ручкою внизу.

Підствольна вогнепальна зброя, що являє собою короткий дробовик, який використовується як для ураження живої сили противника, та в інших цілях, зокрема нелетального впливу: вибивання дверей (за що в США його прозвали Masterkey). Може бути одно- або малозарядним (наприклад, мати магазин на 3 патрони).
Застосовується в основному спеціальними підрозділами, та в поліцейських цілях.

## MAUL
Останнім часом (2008 р.) надходили повідомлення про створення у США нових моделей підствольних дробовиків.
Так, модель MAUL, контракт на створення якої укладено з комерційною компанією, призначена для встановлення на штурмові гвинтівки М16 та М4. Вона важить близько 1,2 кілограма і має 12 калібр, причому вогонь може вестися боєприпасами різної вражаючої сили — нелетальними, спеціальними боєприпасами для вибивання дверей.